# Wrocławskie Towarzystwo Naukowe
Wrocławskie Towarzystwo Naukowe (ang. Wrocław Scientific Society) – towarzystwo naukowe ogólne założone w 1946 we Wrocławiu z inicjatywy prof. Stanisława Kulczyńskiego, późniejszego długoletniego prezesa, jako kontynuacja Towarzystwa dla Popierania Nauki Polskiej we Lwowie (1901–1919) i Towarzystwa Naukowego we Lwowie (1920–1939).
W latach 1946–2020 WTN opublikowało ponad kilkaset tytułów wydawnictw m.in. Annales Silesiae, Rozpraw Komisji Językowej, Rozprawy Komisji Bibliologii i Bibliotekoznawstwa, Rozprawy Komisji Historii Sztuki, Litteraria, Sprawozdania WTN Seria A i B, Prace WTN Seria A (Nauki humanistyczne) i Pracę WTN Seria B (Nauki ścisłe). W 2002 Towarzystwo reaktywowało działalność Wydawnictwa WTN. Instytucja współpracuje z wrocławskimi uczelniami Uniwersytetem Wrocławskim, Politechniką Wrocławską, Uniwersytetem Ekonomicznym, Uniwersytetem Medycznym i Uniwersytetem Przyrodniczym we Wrocławiu oraz z towarzystwami naukowymi specjalistycznymi; prowadzi wymianę wydawnictw naukowych z naukowymi instytucjami krajowymi i zagranicznymi. Biblioteka WTN gromadzi dzieła typu słownikowego i encyklopedycznego oraz prace z zakresu naukoznawstwa.

## Podstawowe zadania statutowe
- popieranie wszechstronnego rozwoju nauki, zwłaszcza na Śląsku
- pobudzanie i otaczanie opieką twórczej inicjatywy naukowej
- upowszechnianie osiągnięć naukowych oraz rozwój i propagowanie nowoczesnych metod naukowych

## Struktura
8 wydziałów:
- Nauk Filologicznych
- Nauk Historyczno-Filozoficznych
- Nauk Prawnych
- Nauk Ekonomicznych
- Nauk Lekarskich
- Nauk Technicznych
- Nauk Rolniczych
- Nauk Biologicznych

3 komisje:
- Językowa
- Bibliologii i Bibliotekoznawstwa
- Międzywydziałowa Komisja Historii Sztuki

Inne:
- Biblioteka
- Wydawnictwo WTN

## Wydawnictwa
- Annales Silesiae (rocznik)
- Litteraria (rocznik)
- Prace WTN (serie A i B) (seryjne)
- Rozprawy Komisji Historii Sztuki (rocznik)
- Rozprawy Komisji Językowej (rocznik)
- Seminaria Naukowe WTN (serie A i B) (seryjne)
- Śląskie Prace Bibliologiczne i Bibliotekoznawcze (rocznik)